# Batalla de Calimete
La Batalla de Calimete fue un combate efectuado en Calimete, Matanzas, Cuba el 29 de diciembre de 1895, por los generales Máximo Gómez y Antonio Maceo, en el marco de la Guerra de Independencia cubana.

## Preludio
Las tropas cubanas acamparon en la noche del 28 de diciembre en las ruinas del ingenio "Triunfana", a unos dos kilómetros al noreste de Calimete.
Durante la madrugada, los principales jefes cubanos, incluido el Mayor general Serafín Sánchez, estuvieron conferenciando e impartiendo instrucciones a los jefes subordinados.
Maceo personalmente comprobó la disposición de las fuerzas y su preparación para el inminente combate. Se situó una avanzada a unos 400 metros del poblado, en el camino de Calimete a Triunfana.
La tropa española llegó en tren, procedente de Real Campiña, entre las 04:30 y las 05:00 horas, y formó en orden de marcha con el frente hacia el campamento cubano.
Su jefe era el teniente coronel Emilio Perera, quien desconocía la presencia de los insurrectos y debía avanzar hacia el este porque su misión era ir a Sabana Vieja situada en esa dirección.

## La batalla
En el campamento mambí se tocó diana y de inmediato los hombres se prepararon para la acción. La columna española inició la marcha a las 06:30 horas, cuando todavía una espesa neblina cubría todo el terreno.
Su vanguardia, en la cual marchaba el teniente coronel Perera, la formaba una compañía bajo el mando del capitán Cabello y su extrema guardia la componía el pelotón de caballería que recibió los primeros disparos de la avanzada insurrecta, la cual inmediatamente se replegó sobre la infantería.
El pelotón avanzó por espacio de unos 1200 metros hasta ser contenido por el fuego de la infantería insurrecta, que respondió al tiempo que se replegaba, entablándose la acción en el camino y los cañaverales circundantes.
Gómez y Maceo presenciaban la ejecución de un reo condenado a muerte por atentar contra la honra de una mujer. Hasta allí comenzaron a llegar los proyectiles españoles.
El pelotón de caballería se replegó para dejar la acción de la infantería. En esos momentos cayó el caballo del jefe español, quien recibió un fuerte golpe y tuvo que entregar el mando al Capitán Cabello.
La vanguardia insurrecta, que había iniciado el avance cuando comenzó el combate, se detuvo en espera de las órdenes. El objetivo de Gómez y Maceo era proseguir la marcha hacia el Occidente a la mayor brevedad posible.
Por esa razón, aunque las instalaciones del ingenio ofrecían una excelente posición defensiva, no trataban de sostener allí el combate y, por otra parte, se corría el peligro de que acudieran otras columnas españolas que podían dar al traste con la invasión.
El flanco izquierdo de los españoles trató de forzar el flanco derecho de los rebeldes, para obligarlos a echarse sobre la derecha y forzar el desenlace. La infantería insurrecta se parapetó en los muros del ingenio y con un fuego contuvo el ataque.
El mando insurrecto ordenó la carga contra el flanco derecho enemigo para aliviar la presión que este ejercía, pero hubo necesidad de dar varias cargas porque la infantería española se man tenía firme en sus posiciones.
Estas acometidas de la caballería insurrecta fueron dirigidas por el Mayor general Serafín Sánchez, quien finalmente logró su objetivo.
Después, aunque la tropa enemiga mantuvo su posición, su capacidad ofensiva estaba disminuida y su mando ordenó el repliegue sobre Calimete, apoyándose en la reserva.

### Resultados
Las bajas españolas fueron de 22 muertos y 75 heridos. Los cubanos tuvieron 16 muertos y 69 heridos.
La columna invasora se organizó en orden de marcha todavía bajo el fuego de la reserva española, llevando un convoy de 36 heridos, algunos muy graves.
Tras ser atacada en dos ocasiones más, llegó a las 21:00 horas de ese día a un sitio llamado Mostacilla, a unos 12 km al noroeste de Colón.

## Consecuencias
Este combate representó un momento decisivo para la "Invasión". Después de ejecutar el "Lazo" y dejar a las fuerzas españolas en los límites de la provincia de Cienfuegos, se encuentran con una columna española en los alrededores de Calimete, causándole una devastadora derrota y obteniendo una entrada fácil en la provincia de La Habana, llevando la guerra hasta casi la capital.
- Datos: Q5778586